# Tomas Johansson (Snowboarder)
Tomas Carl-Erik Johansson (* 9. März 1979 in Jukkasjärvi) ist ein ehemaliger schwedischer Snowboarder. Er startete in den Disziplinen Halfpipe und Snowboardcross.

## Werdegang
Johansson trat international erstmals bei den Juniorenweltmeisterschaften 1997 in Corno alle Scale in Erscheinung. Dort gewann er die Goldmedaille in der Halfpipe. In der Saison 1997/98 nahm er in Tignes erstmals am Snowboard-Weltcup der FIS teil, wobei er den 25. Platz in der Halfpipe errang und belegte bei den Juniorenweltmeisterschaften 1998 in Chamrousse den 48. Platz im Riesenslalom sowie den fünften Rang in der Halfpipe. In der Saison 1999/2000 holte er drei Weltcupsiege und gewann damit den Halfpipe-Weltcup. Zudem errang er jeweils einmal den zweiten sowie dritten Platz und den 15. Platz im Gesamtweltcup. Bei den Weltmeisterschaften im Januar 2001 in Madonna di Campiglio kam er auf den 14. Platz in der Halfpipe. In der Saison 2001/02 belegte er bei seiner einzigen Olympiateilnahme im Februar 2002 in Salt Lake City den 25. Platz in der Halfpipe und absolvierte in Ruka seinen 36. und damit letzten Weltcup, welchen er auf dem neunten Platz in der Halfpipe beendete.

## Teilnahmen an Weltmeisterschaften und Olympischen Winterspielen

### Olympische Winterspiele
- 2002 Salt Lake City: 25. Platz Halfpipe

### Snowboard-Weltmeisterschaften
- 2001 Madonna di Campiglio: 14. Platz Halfpipe

## Weltcupsiege und Weltcup-Gesamtplatzierungen

### Weltcupsiege
| Nr. | Datum             | Ort              | Disziplin |
| --- | ----------------- | ---------------- | --------- |
| 1.  | 19. Dezember 1999 | Mont Sainte-Anne | Halfpipe  |
| 2.  | 28. Januar 2000   | Tandådalen       | Halfpipe  |
| 3.  | 27. Februar 2000  | Shigakogen       | Halfpipe  |

### Weltcup-Gesamtplatzierungen
| Saison    | Gesamt | Gesamt | Halfpipe | Halfpipe | Snowboardcross | Snowboardcross |
| Saison    | Punkte | Platz  | Punkte   | Platz    | Punkte         | Platz          |
| --------- | ------ | ------ | -------- | -------- | -------------- | -------------- |
| 1997/98   | 107    | 90.    | 857      | 23.      | –              | –              |
| 1998/99   | 144    | 67.    | 1150     | 17.      | –              | –              |
| 1999/2000 | 525    | 15.    | 5770     | 1.       | 6              | 127.           |
| 2000/01   | –      | –      | 481      | 46.      | –              | –              |
| 2001/02   | –      | –      | 889      | 27.      | 60             | 72.            |